# قرقاول بالور
قرقاول بالور (نام علمی: Lophura bulweri) نام یک گونه از زیرخانواده قرقاولیان است.